# 보빙턴 전차 박물관

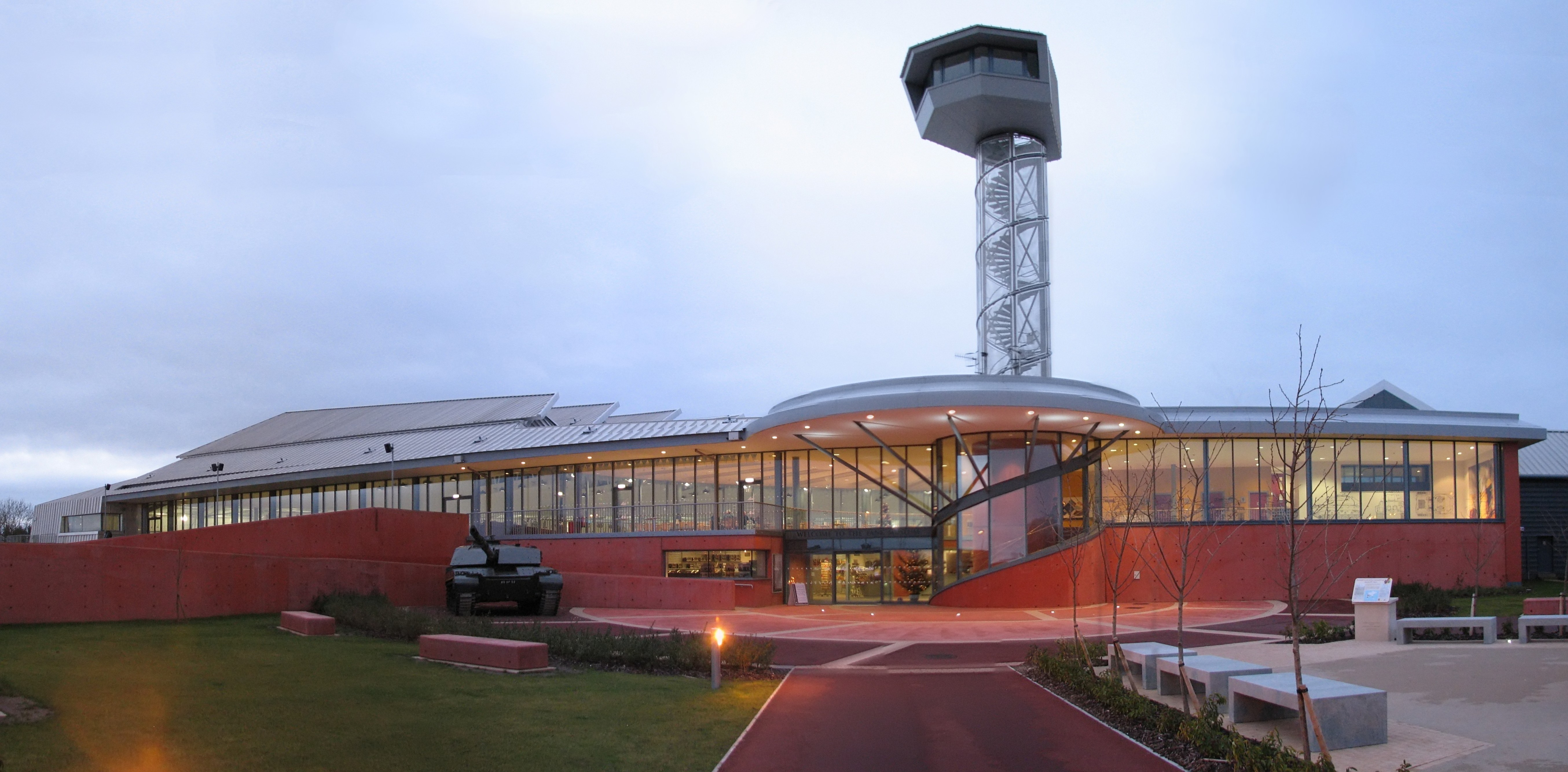

보빙턴 전차 박물관(The Tank Museum, 과거 명칭: The Bovington Tank Museum)은 영국 도싯주 보빙턴에 있는 전차 박물관이다. 전세계적으로 널리 알려진 밀리터리 박물관 중 하나로, 유명한 전시품은 전세계에서 유일하게 기동 가능한 유명한 티거 131호 차량이다.
그 외에도 대영제국 당시의 수많은 무기들과 제 1차 세계대전, 제2차 세계 대전 당시의 영국군, 소련군, 미군의 장비, 노획한 독일군 장비가 전시되어 있다.

## 같이 보기
- 쿠빙카 전차 박물관
- 전차 목록